# Joan Alabau i Simon
Joan Alabau i Simón (Les Planes (Girona), 24 de juliol de 1895 - ?) fou un organista i mestre de capella català, que treballà a La Bisbal i a la basílica de Santa Maria de Mataró.
Va ser deixeble de J. Roquet i J. Perramón, amb qui estudià harmonia i piano a Girona, així com de J. Colomer i L. Barberà, amb els quals finalitzaria els seus estudis a Barcelona. En referència a la seva obra compositiva, no hi ha constància.